# Amandola
Amandola è un comune italiano di 3 214 abitanti della provincia di Fermo nelle Marche.

## Geografia fisica

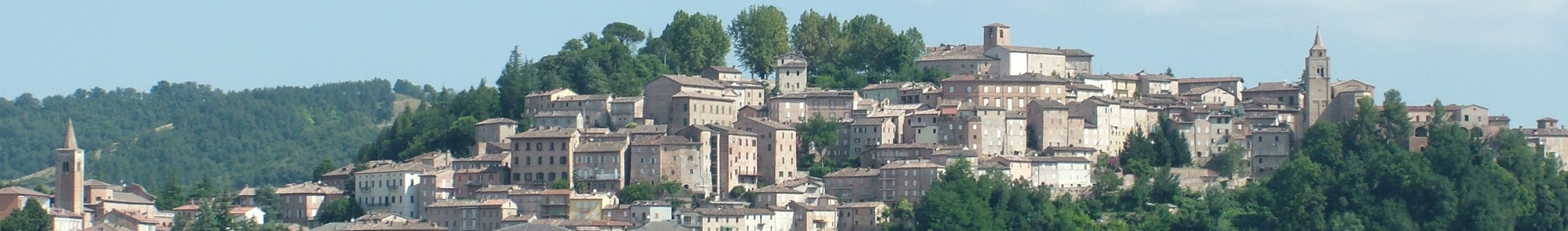
Profilo della cittadina.

Amandola poggia sopra tre colli dell'alta valle del Tenna che prendono i nomi dai castelli che vi erano presenti fin da prima la sua nascita: Agello, Leone e Marrubbione. Il più alto ed abitato è Castel Leone e raggiunge un'altezza di circa 550 m s.l.m.
La città è situata sulla destra del torrente Bora (o Callugo) e a sinistra del fiume Tenna, che la separa dalla zona industriale. Si trova a circa 10 km dalla vetta del monte Castelmanardo (1917 m s.l.m.), appartenente alla catena dei Monti Sibillini, la quale chiude il suo territorio ad ovest. Verso est si apre la valle del Tenna, dove il comune di Amandola arriva fino alle sponde del lago di San Ruffino; a nord e a sud mostra un territorio caratterizzato da elevate e boscose colline e valli solcate da numerosi torrenti.
Il suo territorio è il terzo più vasto della provincia di Fermo dopo la stessa Fermo e il vicino comune di Montefortino; in esso sono presenti 48 frazioni.

## Storia

### L'età antica
Le scoperte archeologiche dei secoli XX e XXI hanno evidenziato come l'odierno territorio di Amandola, della vicina Comunanza e dell'intero circondario dei monti Sibillini risultasse abitato fin dall'antichità, in particolare dai Piceni e dai Romani, dopo la vittoria conseguita da questi ultimi nella guerra picentina (267 a.C.).
Ai piedi del Monte Amandola sarebbe infatti sorto l'abitato piceno di Cisiana, sintomo della presenza in loco della Gens Caesia, coinvolta nell’allevamento ovino su grande scala, la cui presenza è attestata epigraficamente nel I secolo d.C. in numerosi distretti dell'antico Piceno.
Inoltre, a partire dagli anni '10 del XXI secolo, importanti ricerche e scoperte archeologiche hanno permesso di localizzare l'antica Interamnia Poletina (o Pollentina) Piceni (o Picena) con un abitato posto nell'attuale territorio comunale di Amandola. La ricostruzione è stata significativa, poiché per lungo tempo si è creduto che Interamnia Poletina (o Pollentina) Piceni (o Picena) fosse identificabile con la vicina Comunanza.

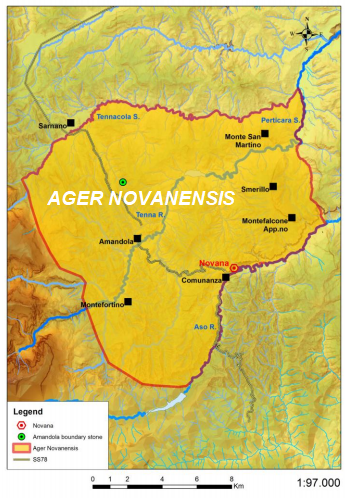
Mappa dell'antico Ager Novanensis, con la localizzazione dell'attuale città di Amandola e dell'antica Novana (Comunanza)

Le campagne di ricerca condotte dall'Università di Pisa tra il 2014 ed il 2015 hanno rilevato che, nell'area occupata dalla vicina Comunanza posta sulla sponda sinistra dell'Aso, sorgeva l'antica ed importante città di Novana. Questa assunse dapprima la dignità di forum, venne quindi elevata a praefectura ed infine a municipium, vale a dire il principale centro amministrativo dell'Ager Novanensis, inserito nella Regio V Picenum.
L'attuale territorio comunale di Amandola, nonché gli antichi centri abitati in esso compresi - ossia Cisiana ed Interamnia Poletina (o Pollentina) Piceni (o Picena) - erano dunque compresi nell'Ager Novanensis, ed al suo interno restarono sino al crollo dell'Impero romano d'Occidente.

### L'Alto Medioevo
In seguito al crollo dell'Impero romano d'Occidente ed alle invasioni barbariche, l'attuale territorio di Amandola e l'antico Ager Novanensis dovettero piegarsi - nell'ordine - all'invasione degli Ostrogoti (489), alla riconquista bizantina (553) ed infine alla nuova occupazione barbarica dell'Italia operata dai Longobardi (guidati dal re Alboino) a partire dal 568. L'antico Ager Novanensis fu incorporato nel Ducato di Spoleto, facente capo al Regno longobardo.
Documenti dei secoli IX, X ed XI testimoniano che i territori originariamente compresi nell'Ager Novanensis dovettero appartenere in parte al Vescovo di Fermo, ed in parte ai monaci benedettini farfensi, i quali, fuggendo da Farfa in Sabina per sfuggire alle incursioni dei Saraceni, si stabilirono nell'antico Piceno fondando l'odierna città di Santa Vittoria in Matenano. 
Con ogni probabilità, la costituzione di nuclei abitativi medievali riferibili ai castelli amandolesi di Agello, Leone e Marrubbione risale proprio ai secoli IX, X ed XI.

### Il Basso Medioevo. Le origini di Amandola
Il Libero Comune di Amandola nacque ufficialmente nell'anno 1249, mediante la formale unificazione dei tre preesistenti castelli di Agello, Leone e Marrubbione. Il nome deriverebbe dalla presenza, nell'attuale zona occupata da piazza Risorgimento, di un meraviglioso albero di mandorlo (chiamato in dialetto fermano la mannola). Per questa ragione, esso è raffigurato nello stemma comunale, unitamente ai tre colli che rappresentano i castelli suddetti.
L'entità politica entro la quale il Libero Comune di Amandola era inserito era lo Stato della Chiesa.

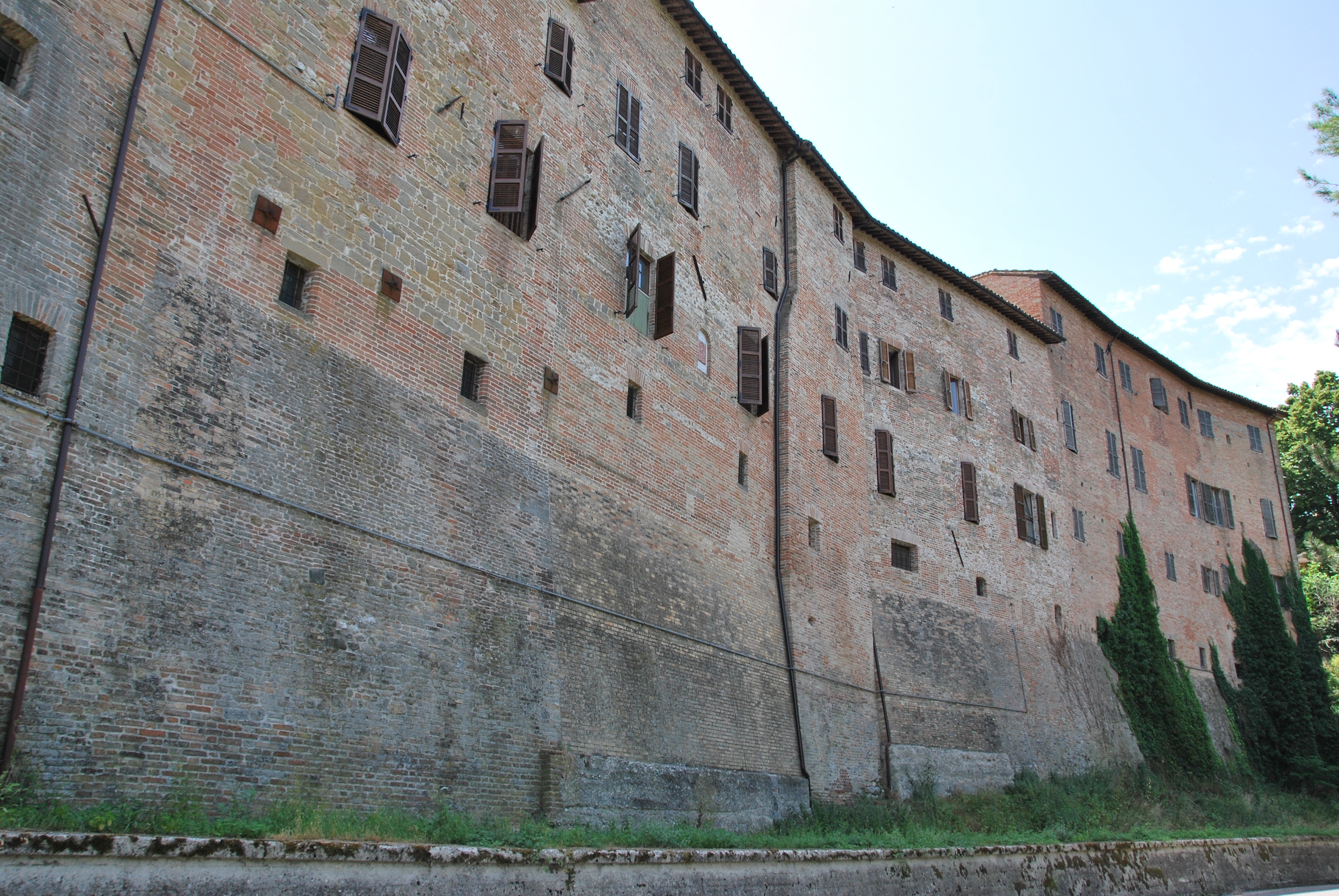
Le mura di Amandola.

I primi Statuti comunali di Amandola risalgono al 1265. In seguito il Comune edificò una cinta muraria perimetrale di 2230 metri con 5 porte: Agello, San Giacomo (l'unica ancora esistente, pur se rimaneggiata), Marrubbione, Sant'Antonio e Putei. Le piazze pubbliche erano tre: la Platea Animalium, usata per le fiere del bestiame, la Platea Magna, luogo dove si tenevano le assemblee popolari e i festeggiamenti, la Platea Vallelonga, antica piazza del mercato. Era reputata per la fiorente industria della tessitura tra medioevo e rinascimento.

### Dal Rinascimento all'Unità d'Italia
Fra i Signori di Amandola, si ricorda che tra il XIV ed il XV secolo si succedono numerose famiglie e i Signori a dominare su Amandola: i Signori di Varano, il duca Francesco Sforza, Cesare Borgia conosciuto anche come Duca Valentino, Malatesta, Niccolò Piccinino, il condottiero Mostarda da Forlì (XIV-XV secolo), I conti Gallo.

Alla fine del XVI secolo, per volontà delle autorità pontificie, vennero stipulati importanti accordi tra Amandola e i Comuni circostanti per la definizione dei confini.

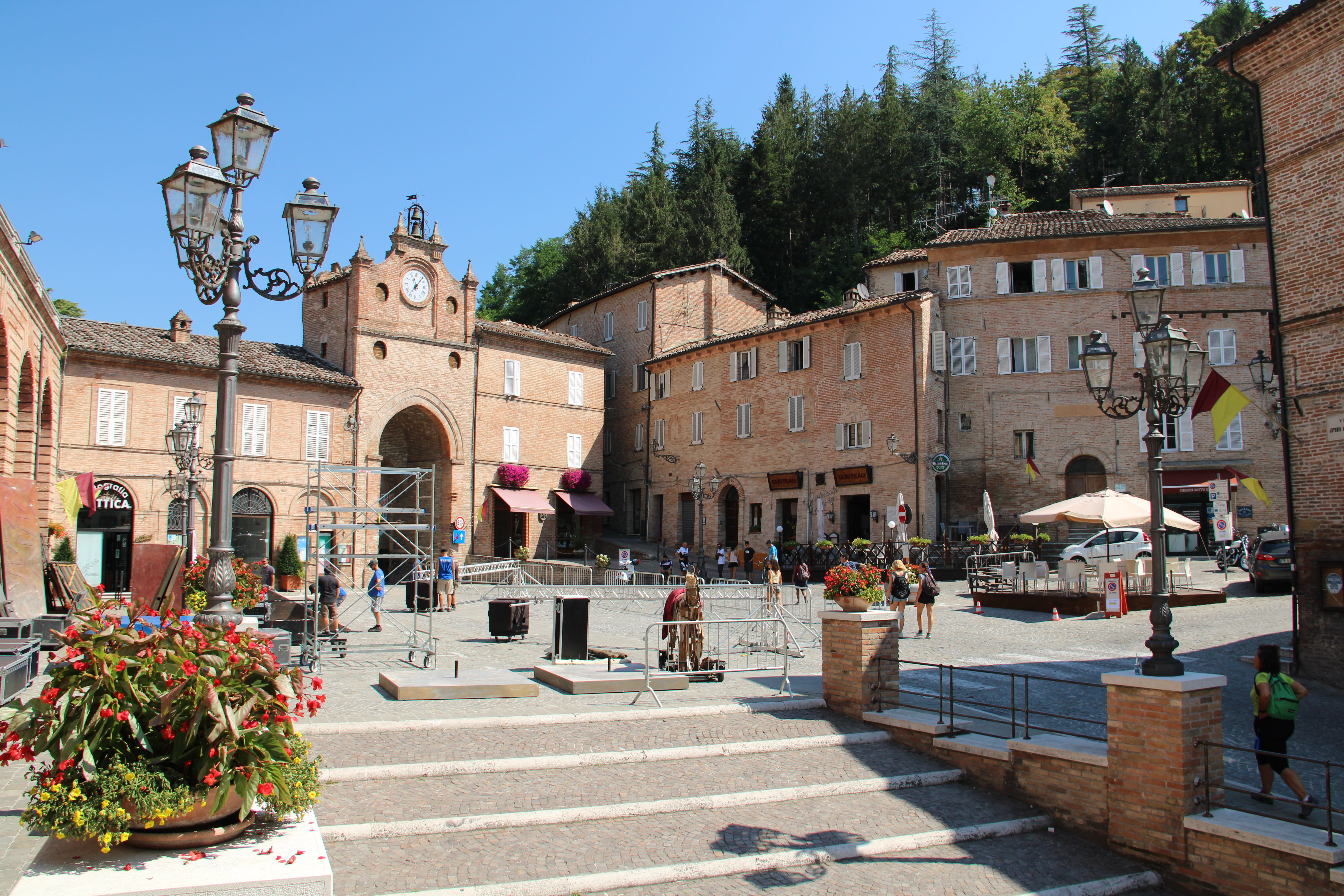
La centrale piazza Risorgimento

Nel 1798, In seguito alla Rivoluzione francese ed alle campagne napoleoniche in Italia, Amandola subì l'impatto dell'invasione dell'esercito repubblicano francese. A causa di un tentativo di resistenza, essa affrontò quindi un saccheggio, conclusosi con la profanazione del sarcofago del Beato Antonio. 
Amandola venne prima incorporata nella Repubblica Italiana napoleonica e, in seguito alla proclamazione dell'Impero francese nel 1804, nel Regno d'Italia napoleonico, con capitale a Milano e governato personalmente da Napoleone Bonaparte.
Dopo la caduta dell'Impero francese di Napoleone Bonaparte, Amandola seguì il processo di Restaurazione innescato dal Congresso di Vienna del 1815, tornando quindi a far parte dello Stato della Chiesa fino all'Unità d'Italia.
Dopo la battaglia di Castelfidardo, ed in seguito al plebiscito del 4 novembre 1860, Amandola e tutte le Marche proclamarono l'annessione al Regno di Sardegna, per poi confluire nel neonato Regno d'Italia (retto dai Savoia) dal 17 marzo 1861.

### L'età contemporanea
La storia contemporanea di Amandola ha seguito pedissequamente lo sviluppo della storia d'Italia.
Ai problemi economici e sociali nel nuovo stato post-unitario alla fine del XIX secolo ed all'inizio del XX secolo, seguirono la prima guerra mondiale e l'avvento del fascismo.Durante la seconda guerra mondiale, nel marzo del 1944 le truppe tedesche ingaggiarono un breve conflitto con i partigiani il quale terminò con la fucilazione di 10 uomini, fra i quali Angelo Biondi che venne fucilato nella piazza principale. Nel settembre 1943, giunsero ad Amandola due famiglie di profughi ebrei jugoslavi (otto persone in tutto) in fuga verso il sud. Nonostante il pericolo, l'intero paese, guidato dal capostazione Giuseppe Brutti, si mobilitò in loro aiuto. Fu formata tra gli abitanti una commissione che si adoperò per dare gratuitamente ai profughi - che erano privi di tutto - alloggio, cibo e coperte e tutto quanto essi necessitassero. Quando un delatore rivelò la presenza di ebrei nel paese, essi furono trasferiti nella frazione di San Cristoforo, dove rimasero fino alla Liberazione. Per la loro azione, Giuseppe Brutti e la consorte Elvira Lucci Brutti sono stati insigniti dell'alta onorificenza di Giusti tra le nazioni dall'Istituto Yad Vashem a Gerusalemme..
Negli anni '50 e '60 del XX secolo, Amandola ha conosciuto un notevole sviluppo demografico, commerciale ed economico, arrivando a toccare più di 6 000 abitanti nell'intero comune.
Nei decenni successivi, tuttavia, si è verificato un decremento demografico, attualmente acuìto dalle conseguenze del terremoto del Centro Italia del 2016 e del 2017. 
Amandola resta in ogni caso il comune più popoloso dell'intera area dei monti Sibillini, a cavallo tra le province di Ascoli Piceno, Fermo e Macerata.

### Simboli
Lo stemma e il gonfalone sono stati concessi con decreto del presidente della Repubblica del 27 giugno 1983.
Il gonfalone è un drappo partito di giallo e di rosso.

## Monumenti e luoghi d'interesse

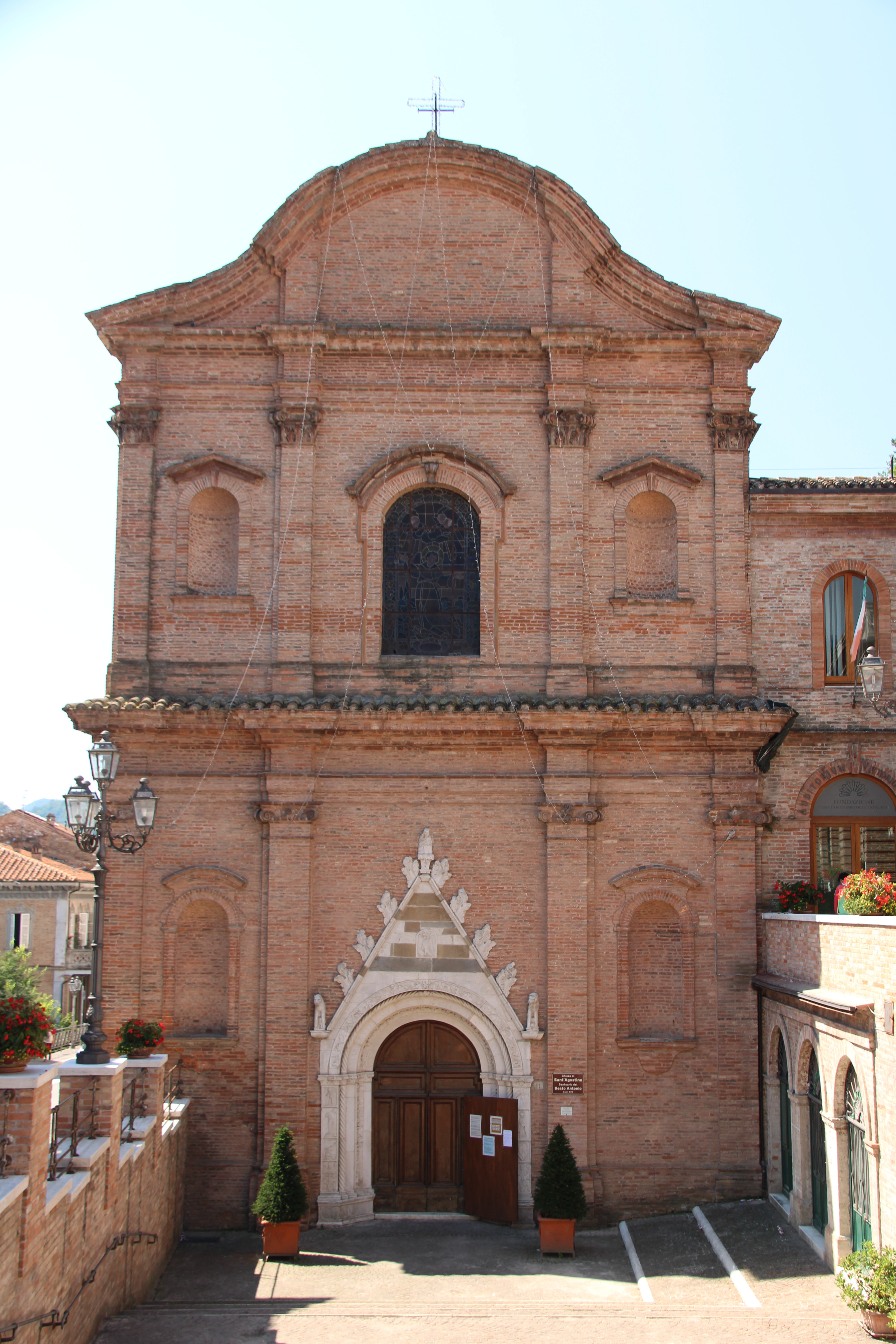
La Chiesa di Sant'Agostino.

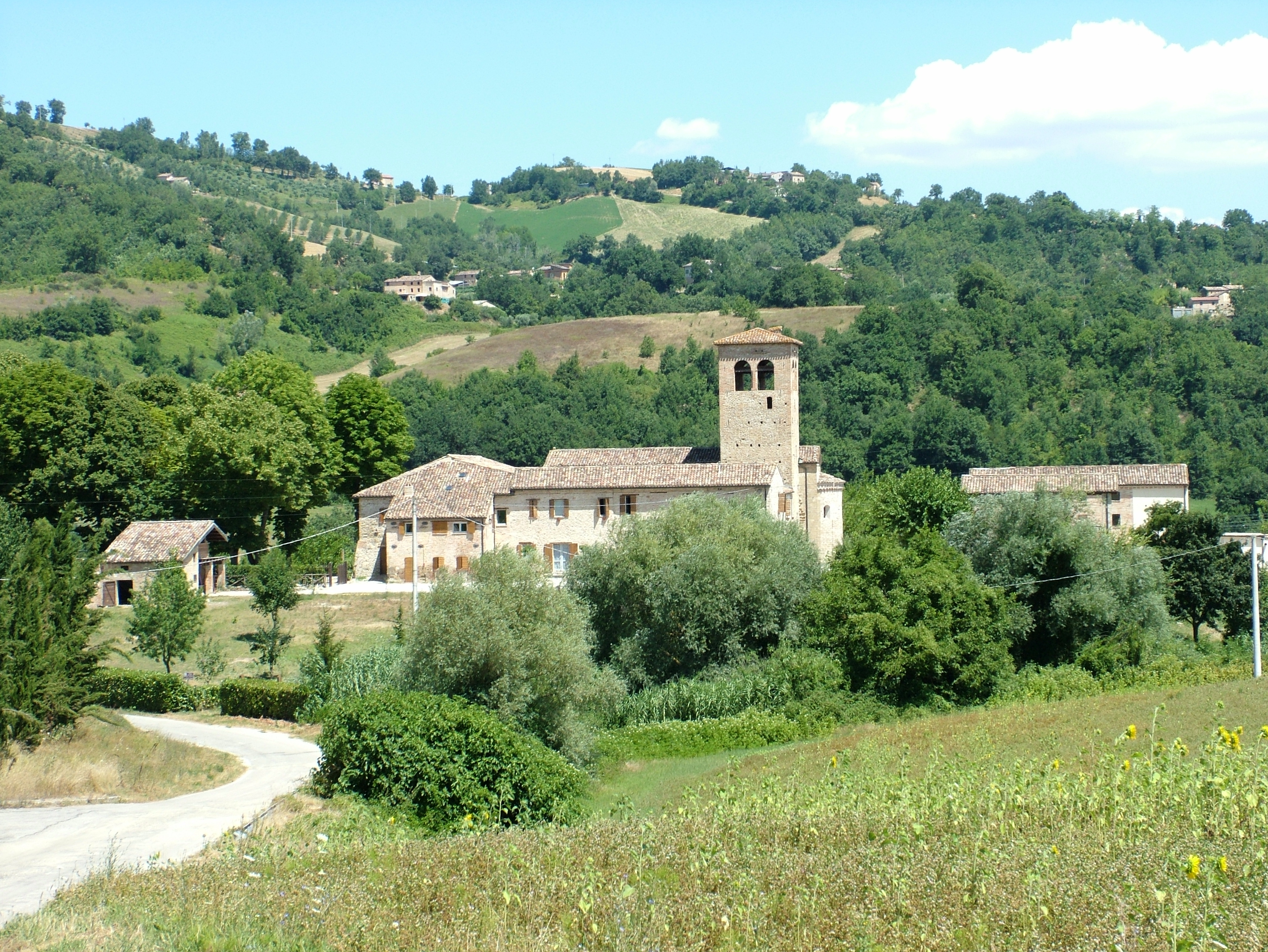
L'Abbazia dei Santi Ruffino e Vitale

La cittadina presenta un centro storico che attesta la ricchezza del suo passato e soprattutto la fioritura del proprio artigianato.
Anche oggi la lavorazione del legno, il restauro e l'antiquariato del mobile, l'arte del merletto, sono presenti e di notevole interesse.
Amandola da molti anni si è caratterizzata come centro turistico montano ricco di una efficiente ricettività e con impianti sportivi e ricreativi che rendono piacevole il soggiorno.
- la Chiesa di Sant'Agostino o santuario del Beato Antonio, è una delle costruzioni più significative della cittadina, risalente al XV secolo, caratterizzata da un portale in stile gotico di ispirazione veneziana, e da un campanile realizzato da P. Lombardo.
- la Chiesa di San Francesco è un altro edificio romanico-gotico, anche se rimaneggiata, che conserva un portale e gli affreschi situati alla base del campanile. Nel chiostro sono ospitati il museo antropogeografico ed il museo della civiltà contadina dotati di applicazioni interattive.
- La settecentesca ex-Collegiata ora è adibita a Museo del Paesaggio e Deposito Permanente delle Opere d'Arte.
- Chiesa della Santissima Trinità, al cui interno è custodita l'unica tela firmata da Pier Simone Fanelli raffigurante la Madonna col Bambino in Gloria tra San Giuseppe e Nicola da Tolentino con San Filippo Neri e un Santo vescovo e martire di una datazione alla fine del XVII secolo ancora non meglio precisabile.[11]
- A Piazza Alta si trova il Palazzo del Podestà del 1352, con la torre parzialmente ricostruita nel 1547.
- Il Palazzo del Popolo, trasformato in un monastero di benedettine e il Teatro comunale "La Fenice", costruito fra il XVII e il XVIII, il quale ha pianta ellittica, tre ordini di palchi e loggione. Le decorazioni sono in stile neoclassico con elementi liberty.[12]
- Ponte romanico-gotico sul fiume Tenna di cui si hanno notizie certe a partire dal 1402, anno in cui il Comune di Amandola ne dispose una prima ristrutturazione alla quale ebbe seguito una seconda nel 1435 ad opera di mastro Savino di Stefano Pucci.[13]
- Convento dei Cappuccini, per il quale Pietro da Cortona dipinse, nel 1631 circa, una pala con la Madonna col Bambino in trono e i Santi Giovanni Battista, Felice da Cantalice, Caterina d'Alessandria e Andrea, oggi alla Pinacoteca di Brera.[14]
- L'Abbazia dei Santi Ruffino e Vitale, in stile romanico, fondata all' incirca nel XI secolo dai Benedettini nelle prossimità del fiume Tenna a circa 10 km dal paese. Per secoli ha rappresentato un importante centro della vita religiosa e amministrativa del contado amandolese in quanto erano di sua pertinenza anche i campi ed i boschi circostanti. L'abbazia ha conosciuto un imponente sviluppo sotto la protezione dei nobili signori feudali della zona e sono testimoni della sua opulenza l'imponente torre campanaria (XIII secolo) ed i numerosi affreschi tardomedievali. Il presbiterio è sopraelevato per la presenza di una sottostante cripta romanica in cui si conservano le reliquie di San Ruffino. Di grande valore storico, artistico e religioso è il caratteristico ipogeo che fa presumere l'esistenza di un insediamento cristiano già nel VI secolo. L'ipogeo è impreziosito da un ciclo pittorico dell'epoca tardo-imperiale in stile orientale con figure di santi o comunque di cristiani in atteggiamento orante.[15] L'altare è caratterizzato dalla presenza di un foro al quale, in passato, la tradizione popolare attribuiva funzioni miracolose per i malati di ossa[16].
- L'Abbazia dei Santi Vincenzo e Anastasio, altro grande punto di riferimento per la vita religiosa ed economica della montagna amandolese. Come l'altra abbazia dei SS. Ruffino e Vitale, anch'essa è situata, infatti, fuori dal centro abitato, sulle pendici del Monte Amandola nei pressi del borgo rurale noto come "Casalicchio". L'abbazia fu fondata prima del X secolo su un precedente monastero del VI secolo,[17] anche se il primo documento in cui se ne riscontra l'esistenza risale al 1044. Durante la dominazione longobarda godette della protezione dei nobili feudali e dignitari i quali fecero molte donazioni, la più cospicua delle quali fu del 1074 ad opera di Liutprando, Re dei Longobardi. Fino al 1830 l'abbazia, con tutti i suoi possedimenti e le chiese sotto la sua giurisdizione, fu retta da governi di abati che potevano esercitare sia un potere di tipo temporale che di tipo spirituale. A causa di alcuni lavori e dei vari terremoti che si sono succeduti nel corso dei secoli, della struttura originaria rimane solo l'ala destra, resti del chiostro e dell'abside. Quasi nulla rimane invece delle opere artistiche che l'arricchivano, si sa per certo che erano presenti una tela del Malpiedi raffigurante la Vergine con i Santi Vincenzo ed Anastasio (trafugata nel 1983) e un Crocifisso ligneo duecentesco ora conservato nella città di Amandola.[18]
- I vari palazzi delle famiglie nobili e notabili di Amandola, i cui membri occuparono ruoli di primo piano nell'amministrazione comunale[19] e nella locale Cassa di Risparmio di Amandola[20]: Palazzo Antonini (già Plebani), Palazzo Cruciani Fabozzi, Palazzo Gallo, Palazzo Manardi, Palazzo Pascucci, Palazzo Pasqualetti Ricci, Palazzo Ricci Spadoni, Palazzo Serra, Palazzo Staffinati, Palazzo Vermigli.[21]

## Società

### Evoluzione demografica
Abitanti censiti

## Cultura
Ristrutturato e ampiamente funzionante, l'antico teatro "La Fenice" ospita associazioni culturali, teatrali, dialettali, che si esibiscono dal vivo. Sono presenti inoltre, numerose associazioni sul territorio amandolese, che variano in ambiti diversi, alcuni dei quali legati alla sensibilizzazione dei cittadini e verso la promozione della cultura stessa. Per anni si è tenuto il festival del teatro, che richiamava centinaia di spettatori.

### Cucina
Di seguito vengono descritte alcune specialità culinarie tipicamente picene e marchigiane, diffuse finanche nel territorio di Amandola:
- Crispella: simile ad una frittella.
- Coppa maritata: fetta di pane raffermo imbevuta nell'uovo sbattuto come per fare la frittata, e successivamente fritta in olio bollente.
- Vincisgrassi: specie di lasagna rossa al forno, il cui sugo di pomodoro incorpora pezzi di carne mista di pollo, maiale e bovino.
- Fregnaccia: pasta sfoglia delle lasagne condita con sugo ed arrotolata, oppure semplicemente condita con pecorino grattugiato e pepe nero.
- Pancetta, rinomata per la sua preparazione.
- Lo 'Ngriccio, è una minestra composta da patate e vari legumi.
- Il mistrà, liquore ottenuto dalla distillazione del vino e semi di anice.
- Vino cotto.
- Ciauscolo, salame in cui viene usata la stessa carne delle salsicce e un po' di aglio.
- Porchetta, maiale disossato e cotto intero al forno a fuoco lento. La carne viene internamente condita con sale, pepe, agli interi ed abbondante finocchio selvatico. si mangia fredda tagliata a fette sottili
- Cicerchiata, dolce tipico di carnevale fatto con l'impasto usato per fare la pasta all'uovo a cui viene aggiunto un po' di mistrà. Viene fritto in piccole palline delle dimensioni dei ceci (da cui il nome cicerchiata), fatto sgocciolare, ed amalgamato in pentola con miele. Viene fatto raffreddare a forma di ciambella e mangiato a fette.
- Calcione, ha la forma di un grosso raviolo ripieno però o di ricotta o di cioccolato o di crema di castagne e cacao profumato con mistrà.
- Il tartufo, nelle varietà di tartufo bianco o nero.

## Economia

### Agricoltura
L'agricoltura occupa ancora una considerevole porzione della forza lavoro amandolese. 
Le attività più diffuse sono:
- la coltivazione di cereali (frumento, orzo, granturco) e patate;
- il taglio del legname nei boschi presenti sul territorio;
- la coltivazione di alberi da frutto, ed in particolare la raccolta di ciliegie, noci, castagne e mandorle;
- la tartuficoltura, sviluppatasi soprattutto a partire dagli anni '90 del XX secolo;
- la pastorizia;
- l'allevamento di animali da cortile.

### Artigianato
Tra le attività economiche più importanti di Amandola vi sono quelle artigianali: sono diffuse la lavorazione del legno e del ferro, finalizzate alla realizzazione di una vasta gamma di prodotti, nonché alla produzione di mobili e di arredi. 

### Industria
In Amandola sono presenti importanti realtà industriali operanti nei settori dell'alimentazione, dell'arredamento, dell'illuminazione, delle lavorazioni meccaniche e della tecnologia.

### Terziario
Il settore terziario è molto sviluppato grazie alla presenza di importanti servizi pubblici facenti capo all'ambito territoriale della Provincia di Fermo: si ricordino l'Ospedale Vittorio Emanuele II (facente capo all'ASUR area vasta n. 4 di Fermo), l'Istituto scolastico comprensivo di Amandola, i Comandi Stazione dei Carabinieri e dei Carabinieri forestali, il dipartimento della Polizia stradale ed il distaccamento del Corpo nazionale dei vigili del fuoco. Amandola è anche sede di uffici locali del parco nazionale dei Monti Sibillini.

### Turismo
Ha ricevuto la bandiera arancione dal Touring Club Italiano per le bellezze storico-culturali del luogo, e per il significativo paesaggio che la caratterizzano. 
Una vasta porzione del territorio comunale è compresa nel parco nazionale dei Monti Sibillini. 
Il comune è parte della comunità montana dei Sibillini.

## Amministrazione
| Periodo        | Periodo        | Primo cittadino    | Partito       | Carica  | Note   |
| -------------- | -------------- | ------------------ | ------------- | ------- | ------ |
| 7 giugno 1985  | 6 giugno 1990  | Luigi Bellesi      | Indipendente  | Sindaco | [ 23 ] |
| 6 giugno 1990  | 24 aprile 1995 | Luigi Bellesi      | Indipendente  | Sindaco | [ 23 ] |
| 24 aprile 1995 | 14 giugno 1999 | Avelio Marini      | Lista civica  | Sindaco | [ 23 ] |
| 14 giugno 1999 | 14 giugno 2004 | Franco Rossi       | Lista civica  | Sindaco | [ 23 ] |
| 14 giugno 2004 | 7 giugno 2009  | Riccardo Treggiari | Lista civica  | Sindaco | [ 23 ] |
| 8 giugno 2009  | 25 maggio 2014 | Giulio Saccuti     | Lista civica  | Sindaco | [ 23 ] |
| 26 maggio 2014 | 26 maggio 2019 | Adolfo Marinangeli | Amandola 2.0  | Sindaco | [ 23 ] |
| 27 maggio 2019 | 10 giugno 2024 | Adolfo Marinangeli | Amandola 4.0  | Sindaco | [ 23 ] |
| 11 giugno 2024 | in carica      | Adolfo Marinangeli | Amandola 2030 | Sindaco | [ 23 ] |

## Sport

### Calcio
Nel 2013 è stata fondata l'A.S.D. Atletico Sibillini con squadre del solo settore giovanile per poi cambiare denominazione in A.S. Amandola nel 2015. La stessa, nella stagione calcistica 2015-16 si iscrive anche al campionato di Terza Categoria, vincendolo. In virtù di ciò, nella stagione calcistica 2016-17, partecipa al campionato di Seconda Categoria, arrivando a vincere i play-off del proprio girone e di conseguenza va allo spareggio contro la vincente dei play-off del girone g. Seppur perdente ai rigori acquisisce il diritto, per la stagione 2017/18, a partecipare al campionato di Prima Categoria, stabilendo così un record regionale per società ancora in attività: in soli due anni dall'iscrizione alla f.g.c.i. due promozioni consecutive. Nel campionato 2017/18 di Prima Categoria ottiene un lusinghiero 4º posto. 

### Pallacanestro
La Polisportiva 5 Fonti Basket è dal 1991 il punto di riferimento del basket nei Sibillini. Nel corso della sua storia ha militato nel campionato di Serie D e nel 2004 la squadra Juniores si è aggiudicata il titolo regionale. Oggi si occupa prevalentemente di settore giovanile.

### Pallavolo
La "Pallavolo Sibillini", ha ottenuto alla fine della stagione 2010/2011 la promozione in Serie B2. Nel 2014 è retrocessa in serie C.

### Motociclismo
Nel 1998 è stato fondato il motoClub "Aquile dei Sibillini" che, con i suoi motoraduni "della Pancetta", è riuscita a portare un gran flusso di moto e di turisti. Particolare afflusso vi è stato nel 2006 quando circa 2000 moto riempivano la piazza di Amandola.